# La Mignonette
A La Mignonette nevű jacht legénysége 1884. július 5-én hajótörést szenvedett és huszonkét napig egy kis csónakban hányattatott a nyílt tengeren.
Miután már nyolc napig minden élelem és ital nélkül sínylődtek, Dudley kapitány és Stephens kormányos a Parker nevű beteg hajósinast leszúrta és az életben maradtak az ő testéből táplálkoztak. A hajótöröttek megmentése után az ügy a londoni esküdtszék ténymegállapításával a Queens Bench Division elé került, mely a terhelteket gyilkosság miatt halálra ítélte, mert az angol jog a végszükséget csak a jogos védelem (self defense) alakjában ismeri, egyébként pedig az élet fenntartására irányuló kötelesség fennáll ugyan, de jelen esetben a hajókapitány és kormányos kötelessége az önfeláldozás lett volna. A királynő az elítélteknek büntetését kegyelem útján hat havi fogházra (without hard labour) változtatta. A La Mignotte esete azóta mint a végszükség egyik iskolapéldája szerepel az irodalomban.